# فولکرسهاوزن
فولکرسهاوزن (به آلمانی: Völkershausen) یک منطقهٔ مسکونی در آلمان است که در فاشا، آلمان واقع شده‌است.
 فولکرسهاوزن  ۱٬۱۷۶ نفر جمعیت دارد.